# 交響曲第31番 (モーツァルト)
交響曲第31番 ニ長調 K. 297 (300a) は、ヴォルフガング・アマデウス・モーツァルトが1778年に作曲した交響曲。

## 概要
パリの演奏団体コンセール・スピリチュエルの支配人ジャン・ル・グロからの依頼によって作曲されたため、『パリ』の愛称で呼ばれることがある。交響曲としては第28番ハ長調 K. 200(189k) （1774年）以来3年半ぶりの作品となった。
マンハイム楽派の影響や、パリの聴衆の好みに合わせたフランス趣味が盛り込まれた点が特色である。また、楽器編成の上では初めてクラリネットを含む完全な二管編成をとっているが、これもマンハイムの優れたオーケストラでこの楽器を十分に知り、パリでもそれを活用できたことによる。
作品はモーツァルトとしては異例なほど推敲を重ねた上、ル・グロの注文により第2楽章を書き直すという過程を経て完成し、1778年6月18日のコンセール・スピリチュエルの演奏会で初演され、大成功を収めた。
ル・グロからの依頼で作曲された曲としては、もう1曲フルート、オーボエ、ホルン、ファゴットと管弦楽のための協奏交響曲（散逸）がある。

## 楽器編成
| 木管         | 木管 | 金管         | 金管         | 打         | 打       | 弦              | 弦 |
| ------------ | ---- | ------------ | ------------ | ---------- | -------- | --------------- | -- |
| フルート     | 2    | ホルン       | 2            | ティンパニ | ●        | 第1ヴァイオリン | ●  |
| オーボエ     | 2    | トランペット | 2            | 他         |          | 第2ヴァイオリン | ●  |
| クラリネット | 2    | 他           |              | 他         | ヴィオラ | ●               |    |
| ファゴット   | 2    | 他           | チェロ       | 他         | ●        |                 |    |
| 他           |      | 他           | コントラバス | 他         | ●        |                 |    |

第2楽章では、フルートの第2パート、クラリネット、トランペット、ティンパニは休止する。

## 構成
全3楽章、演奏時間は約18分。
- 第1楽章 アレグロ・アッサイ
ニ長調、4分の4拍子、ソナタ形式。

- 第2楽章 アンダンテ
ト長調、8分の6拍子、展開部を欠くソナタ形式。
ル・グロの注文で書き直された稿も存在する（4分の3拍子、ソナタ形式）。
- 第3楽章 アレグロ
ニ長調、2分の2拍子、ソナタ形式。